# Temelucha
Temelucha is een geslacht van insecten dat behoort tot de orde vliesvleugeligen (Hymenoptera) en de familie van de gewone sluipwespen (Ichneumonidae).

## Soorten
- T. afghana Sedivy, 1968
- T. africana (Szepligeti, 1922)
- T. alachuana Dasch, 1979
- T. albipennis (Zetterstedt, 1838)
- T. ammophila Dasch, 1979
- T. anatolica (Sedivy, 1959)
- T. angulata Dasch, 1979
- T. annulata (Szepligeti, 1899)
- T. anomala (Cushman, 1917)
- T. apicalis (Cresson, 1865)
- T. arenaria Dasch, 1979
- T. arenosa (Szepligeti, 1899)
- T. arenosella Kolarov, 1989
- T. argentea Dasch, 1979
- T. aristoteliae Dasch, 1979
- T. arogae Dasch, 1979
- T. asperata Dasch, 1979
- T. astatica (Meyer, 1930)
- T. australiensis (Szepligeti, 1906)
- T. bakeri Dasch, 1979
- T. basimacula (Cameron, 1907)
- T. basiornata (Cameron, 1911)
- T. bella Dasch, 1979
- T. berkeleyensis Dasch, 1979
- T. bernardina Dasch, 1979
- T. biguttula (Matsumura, 1910)
- T. bimacula Dasch, 1979
- T. boops (Cushman, 1934)
- T. brevicauda (Cushman, 1917)
- T. brevinervis (Cushman, 1920)
- T. brevipetiola (Cushman, 1917)
- T. brevipetiolata Kolarov, 1989
- T. brevix Gauld, 2000
- T. cariniscutis (Cameron, 1907)
- T. carolinensis Townes, 1958
- T. carpocapsae (Cushman, 1930)
- T. cassiana Dasch, 1979
- T. caudata (Szepligeti, 1899)
- T. clarkei Townes, 1958
- T. coarctata Dasch, 1979
- T. coloradana Dasch, 1979
- T. columbiana Dasch, 1979
- T. concava Dasch, 1979
- T. confluens (Gravenhorst, 1829)
- T. confusa Momoi, 1970
- T. connata Dasch, 1979
- T. conspicua Dasch, 1979
- T. contracta Dasch, 1979
- T. cookii (Weed, 1888)
- T. coquilletti Dasch, 1979
- T. corsicator Aubert, 1961
- T. crassa Dasch, 1979
- T. crepera Dasch, 1979
- T. curtipetiolata Dasch, 1979
- T. cushmani Dasch, 1979
- T. cycnea Kerrich, 1959
- T. cylindrator Narolsky, 1987
- T. cymosa Dasch, 1979
- T. chilonis (Cushman, 1935)
- T. dakotae Dasch, 1979
- T. dannix Gauld, 2000
- T. decorata (Gravenhorst, 1829)
- T. depressariae Dasch, 1979
- T. deserticola Dasch, 1979
- T. difficilis Dasch, 1979
- T. diminuta Dasch, 1979
- T. discoidalis (Szepligeti, 1899)
- T. disjuncta Dasch, 1979
- T. dorsonigra (Hedwig, 1957)
- T. dragooniana Dasch, 1979
- T. ejuncida Dasch, 1979
- T. electella Dasch, 1979
- T. elongata Kolarov, 1995
- T. eremica Dasch, 1979
- T. etiellae Kusigemati, 1985
- T. evetriae (Cushman, 1917)
- T. exilis Dasch, 1979
- T. exserta Dasch, 1979
- T. facilis (Cresson, 1872)
- T. falcata Dasch, 1979
- T. ferruginea (Davis, 1898)
- T. flaviceps (Cushman, 1917)
- T. flavida Dasch, 1979
- T. forbesi (Weed, 1887)
- T. frigida Dasch, 1979
- T. fulvescens (Cresson, 1865)
- T. fumikoae Azuma, 2001
- T. fuscalata Dasch, 1979
- T. fuscicornis (Cameron, 1911)
- T. genalis (Szepligeti, 1899)
- T. glomerata Dasch, 1979
- T. gracilipes (Cushman, 1917)
- T. gracilis (Cushman, 1917)
- T. grahamica Dasch, 1979
- T. grapholithae (Cushman, 1935)
- T. guttifer (Thomson, 1890)
- T. hamiltonensis (Viereck, 1905)
- T. hastata Dasch, 1979
- T. hatterasica Dasch, 1979
- T. helvola Dasch, 1979
- T. hilux Gauld, 2000
- T. hirsuta Dasch, 1979
- T. incisa Dasch, 1979
- T. incognita Dasch, 1979
- T. indica (Szepligeti, 1906)
- T. inflata Dasch, 1979
- T. interruptor (Gravenhorst, 1829)
- T. japonica Ashmead, 1906
- T. javana (Szepligeti, 1908)
- T. jurvix Gauld, 2000
- T. kanamitsui Momoi, 1973
- T. kanensis Dasch, 1979
- T. kerrichi Momoi, 1968
- T. kusaiensis Townes, 1958
- T. labusi Rousse & Villemant, 2012
- T. lanceolata Dasch, 1979
- T. lasseni Dasch, 1979
- T. latimaculata (Cameron, 1911)
- T. lauta Dasch, 1979

- T. longicauda Kolarov, 1996
- T. lucida (Szepligeti, 1899)
- T. lucidator Kolarov, 1995
- T. lucubrata Dasch, 1979
- T. lutea (Szepligeti, 1908)
- T. macilenta Dasch, 1979
- T. machaera Dasch, 1979
- T. mainensis Dasch, 1979
- T. maluensis (Cheesman, 1936)
- T. manifesta Dasch, 1979
- T. marfensis Dasch, 1979
- T. maritima Dasch, 1979
- T. marocator Aubert, 1977
- T. marylandica Dasch, 1979
- T. melanopsammae Kusigemati, 1981
- T. meridionellator Aubert, 1981
- T. mexicana (Enderlein, 1921)
- T. minima (Uchida, 1932)
- T. minnesotae Dasch, 1979
- T. minor (Cushman, 1917)
- T. minuta (Morley, 1912)
- T. mohelnensis Sedivy, 1971
- T. monoensis Dasch, 1979
- T. monticola Dasch, 1979
- T. morongana Dasch, 1979
- T. mortua Dasch, 1979
- T. mucronata Dasch, 1979
- T. multipunctata Dasch, 1979
- T. munda Dasch, 1979
- T. nagatomii Kusigemati, 1984
- T. nana Dasch, 1979
- T. neojerseiensis Dasch, 1979
- T. neomexicana Dasch, 1979
- T. nevadica Dasch, 1979
- T. nigerrima Horstmann & Yu, 1999
- T. nigrita Dasch, 1979
- T. nigromaculata (Cameron, 1907)
- T. nivalis Kerrich, 1959
- T. notata Kolarov, 1989
- T. notaulata Kolarov, 1989
- T. notialis Dasch, 1979
- T. novaconcordica Dasch, 1979
- T. novascotiae Dasch, 1979
- T. noveboracensis Dasch, 1979
- T. obliqua Dasch, 1979
- T. observator Aubert, 1966
- T. occidua Dasch, 1979
- T. ocellaris Kolarov, 1995
- T. ontariana Dasch, 1979
- T. ophthalmica (Holmgren, 1860)
- T. pagliani Kolarov, 1995
- T. palauensis Townes, 1958
- T. palmi Dasch, 1979
- T. parvula Dasch, 1979
- T. persicator Horstmann & Yu, 1999
- T. pestifer (Morley, 1913)
- T. philippinensis Ashmead, 1904
- T. pholisorae Dasch, 1979
- T. picta (Holmgren, 1868)
- T. picticollis (Hellen, 1949)
- T. pictilis Dasch, 1979
- T. platensis (Brethes, 1917)
- T. platynotae (Cushman, 1917)
- T. presidiana Dasch, 1979
- T. protrusa Dasch, 1979
- T. pseudocaudata Kolarov, 1982
- T. pterophori (Cushman, 1930)
- T. quebecensis Dasch, 1979
- T. quintilis (Viereck, 1905)
- T. recta (Provancher, 1874)
- T. recurvata Dasch, 1979
- T. retiferanae Momoi, 1962
- T. rhyacioniae (Cushman, 1930)
- T. rotunda Dasch, 1979
- T. rufescens Dasch, 1979
- T. ruficeps (Cushman, 1917)
- T. ruttax Gauld, 2000
- T. salicicola Dasch, 1979
- T. sannio (Enderlein, 1914)
- T. scutata Dasch, 1979
- T. schoenobia (Thomson, 1890)
- T. siccata Dasch, 1979
- T. sierrae Dasch, 1979
- T. signata (Holmgren, 1860)
- T. sinuata (Cushman, 1926)
- T. solidula Dasch, 1979
- T. sonorae Dasch, 1979
- T. speciosa Dasch, 1979
- T. spectabilis Dasch, 1979
- T. stangli (Ashmead, 1904)
- T. subnasuta (Thomson, 1890)
- T. subsignata Kolarov, 1989
- T. szepligetii (Dalla Torre, 1901)
- T. talibarti Rousse, Villemant & Seyrig, 2011
- T. teloloko Rousse, Villemant & Seyrig, 2011
- T. tenerifensis Sedivy, 1993
- T. tetonica Dasch, 1979
- T. thoracica Kolarov, 1989
- T. tibialis Kolarov, 1995
- T. timberlakei Dasch, 1979
- T. tobiasi Narolsky, 2004
- T. torrida Dasch, 1979
- T. tricolorata Sedivy, 1968
- T. tuberculata

Temelucha tuberculata (Dasch) Dasch, 1979
Temelucha tuberculata (Kolarov & Beyarslan) Kolarov & Beyarslan, 1999
- T. turcata Kolarov & Beyarslan, 1999
- T. uchiyamai (Uchida, 1932)
- T. undulata Dasch, 1979
- T. upsilon Dasch, 1979
- T. variipes (Szepligeti, 1899)
- T. variventris (Cameron, 1911)
- T. vernalis Dasch, 1979
- T. vitellina Dasch, 1979
- T. wisconsinensis Dasch, 1979
- T. xerophila Dasch, 1979
- T. yapensis Townes, 1958